# Шакарлы (Акстафинский район)
Шакарлы (азерб. Şəkərli) — посёлок в Пойлинском административно-территориальном округе Акстафинского района Азербайджана.

## Этимология
До 1965 года поселок именовался поселком при ж/д станции Шакарлы, а позже ему было присвоено имя по названию станции.

## История
Согласно административному делению 1961 и 1977 года посёлок Шакарлы входил в Пойлинский сельсовет Казахского района Азербайджанской ССР.
24 апреля 1990 года посёлок передан в состав новообразованного Акстафинского района.
В 1999 году в Азербайджане была проведена административная реформа и внутри Пойлинского административно-территориального округа был учрежден Пойлинский муниципалитет Акстафинского района, в который и вошел поселок.

## География
Посёлок находится в 3 км от центра муниципалитета Пойлу, в 8 км от райцентра Акстафа и в 454 км от Баку. В поселке находится одноименная железнодорожная станция.
Посёлок находится на высоте 283 метров над уровнем моря.

## Население
| Численность населения | Численность населения |
| 1999                  | 2009                  |
| --------------------- | --------------------- |
| 0                     | ↗9                    |

Население занято обслуживанием ж/д станции.

## Климат
Среднегодовая температура воздуха в посёлке составляет +14,2 °C. В посёлке полупустынный климат.